# Odontomyia exigua
Odontomyia exigua är en tvåvingeart som först beskrevs av Lindner 1937.  Odontomyia exigua ingår i släktet Odontomyia och familjen vapenflugor. Inga underarter finns listade i Catalogue of Life.